# Cristoforo Numai

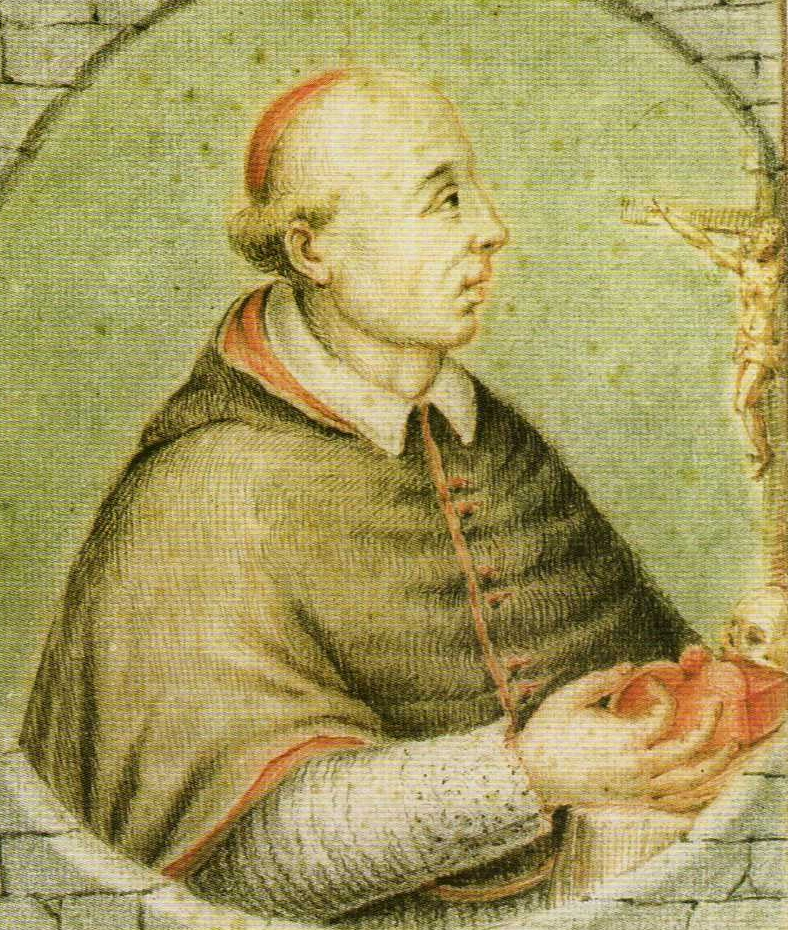
Kardinal Cristophoro Numai (Bildnis in einem Codex des 17. Jh.)

Cristoforo Numai OFM (auch Numali oder Numajo; * in Forlì; † 23. März 1528 in Ancona) war ein italienischer Geistlicher, Generalminister der Franziskaner-Observanten und Kardinal.

## Leben
Er stammte aus einer angesehenen Familie und war der zweite von fünf Söhnen des Francesco Numai und dessen Ehefrau Cassandra Ercolani. In seiner Jugend trat er in Bologna dem franziskanischen Orden der Observanten bei. Er studierte an der Universität von Bologna und an der Sorbonne in Paris, wo er zum Doktor der Theologie promoviert wurde. Später war er Beichtvater der Königin Luise von Savoyen, der Mutter des französischen Königs Franz I.
Am 1. Juli 1517 wurde er vom Generalkapitel seines Ordens in Rom zum Generalminister gewählt, was er bis 1518 blieb. Am selben Tag erhob ihn Papst Leo X. im gleichzeitig abgehaltenen Konsistorium zum Kardinalpriester und verlieh ihm am 6. Juli desselben Jahres den Kardinalshut sowie die Titelkirche San Matteo in Merulana. Bereits am 10. Juli desselben Jahres wechselte Cristoforo Numai zur Titelkirche Santa Maria in Aracoeli. Ebenfalls 1517 wurde er Administrator des Bistums Alatri, was er bis zu seinem Tode blieb. Er nahm am Konklave 1521–1522 teil, bei dem Hadrian VI. zum Papst gewählt wurde. Am 17. April 1523 wurde er zum Administrator von Isernia ernannt, auf diesen Bischofssitz verzichtete er am 19. Dezember 1524 zugunsten seines Neffen Antonio Numai. Die Bischofsweihe spendete ihm am 5. Juli 1523 in Rom Papst Hadrian VI. persönlich; Mitkonsekratoren waren die Kardinäle Niccolò Fieschi, Antonio Maria Ciocchi del Monte, Lorenzo Pucci, Paolo Emilio Cesi und Giacomo Salviati. Er war Teilnehmer des Konklaves 1523, aus dem Clemens VII. als Papst hervorging.
Durch das Breve Cum olim felicis recordationis vom 17. April 1527 entzog Clemens VII. der Kirche Santa Maria in Aracoeli den Status einer Titelkirche, ohne jedoch Kardinal Numai einen neuen Titel zuzuweisen. Während des Sacco di Roma, der Plünderung Roms 1527, wurde Kardinal Numai von kaiserlichen Truppen misshandelt, weil sie in seinem Haus keine Beute gefunden hatten.
Cristoforo Numai starb am 23. März 1528 in Ancona. Sein Leichnam wurde nach Rom überführt und dort in seiner ehemaligen Titelkirche Santa Maria in Aracoeli beigesetzt.